# Facultad de Arquitectura, Diseño y Urbanismo (Universidad Nacional del Litoral)
La Facultad de Arquitectura, Diseño y Urbanismo (FADU) forma parte de la Universidad Nacional del Litoral. Desde 1998 tiene su sede principal en el campus de la Ciudad Universitaria en la Ciudad de Santa Fe, Argentina.

## Historia
Como respuesta a las iniciativas de un movimiento estudiantil que, junto a docentes de otras instituciones y profesionales del medio, reclamaba para la arquitectura un espacio académico plural, capaz de posibilitar la realización de sus aspiraciones individuales y colectivas, el 29 de marzo de 1985 se crea en el ámbito de la Universidad Nacional del Litoral la Escuela de Arquitectura y Urbanismo.
El 15 de noviembre del mismo año el Ministerio de Educación y Justicia de la Nación reconoce la creación de la Facultad de Arquitectura y Urbanismo de la UNL, fija los alcances del título y grado de la carrera, como así también las incumbencias profesionales.
Este nuevo ámbito educativo se construyó desde sus inicios bajo el compromiso de enriquecer el marco formativo disciplinar. En el debate, la crítica y la reflexión colectiva se encontró el espacio para orientar el perfil hacia un nuevo modo de pensar la arquitectura, comprometida con el medio y su proyección futura.
Tras el período de normalización y consolidación institucional se reconocieron nuevas demandas de formación en áreas especializadas del diseño. Los problemas emergentes de la complejidad de la ciudad contemporánea y la importancia creciente de los mensajes visuales en la configuración del hábitat humano determinaron el desarrollo de nuevas orientaciones del proyecto.
El 22 de octubre de 1993 se crea la carrera de Diseño Gráfico, la que adquiere el grado de Licenciatura en Diseño de la Comunicación Visual, luego de la transformación de los planes de estudio realizada en el año 2001.
Como parte del documento “Propuesta de desarrollo y actualización académica” del año 1992, y posteriormente de acuerdo a los lineamientos planteados para la diversificación y ampliación de la oferta académica del “Plan Millenium”, de mediados de los ´90, el 8 de noviembre de 2012 el Consejo Superior de la Universidad aprueba la creación de la Carrera Licenciatura en Diseño Industrial; comenzando la primera Corte el cursado en el año 2013.
La integración definitiva de estos campos del conocimiento en esta Unidad Académica reafirma la pertinencia de las disciplinas proyectuales, concebidas como responsables de la construcción del medio ambiente humano, y consolida a la facultad en el espacio académico de la Universidad Nacional del Litoral.

## Carreras

### Grado
- Arquitectura y Urbanismo
- Ciclo de Licenciatura en Artes Visuales
- Licenciatura en Diseño de la Comunicación Visual
- Licenciatura en Diseño Industrial

### Pregrado
- Tecnicatura en Composición de Parques y Jardines
- Tecnicatura en Interiorismo y Decoración

### Posgrado
- Doctorado en Arquitectura
- Especialización en Pericias y Tasaciones
- Especialización en Proyecto, Planificación y Gestión de Arquitectura para la Educación
- Maestría en Arquitectura, Mención en Teorías de la Arquitectura Contemporánea
- Maestría en Arquitectura, mención Proyecto

## Taller Introductorio
El ingreso a la Facultad de Arquitectura, Diseño y Urbanismo se realiza a través del Taller Introductorio, sistema establecido por la Universidad Nacional de Litoral, es la primera asignatura del plan de estudios y transversal, dado que cubre objetivos de todas las Áreas de Conocimiento y es común a las tres carreras presenciales de la FADU. Su cursado es obligatorio y se realiza de manera conjunta durante el primer cuatrimestre.
El Taller Introductorio está compuesto por cinco módulos:
- Taller de Diseño Básico
- Taller de Representación Sistemática
- Taller de Comunicación Gráfica
- Tecnología y Diseño
- Teorías y Producción Estética en la Ciudad Moderna